# Mémorisation

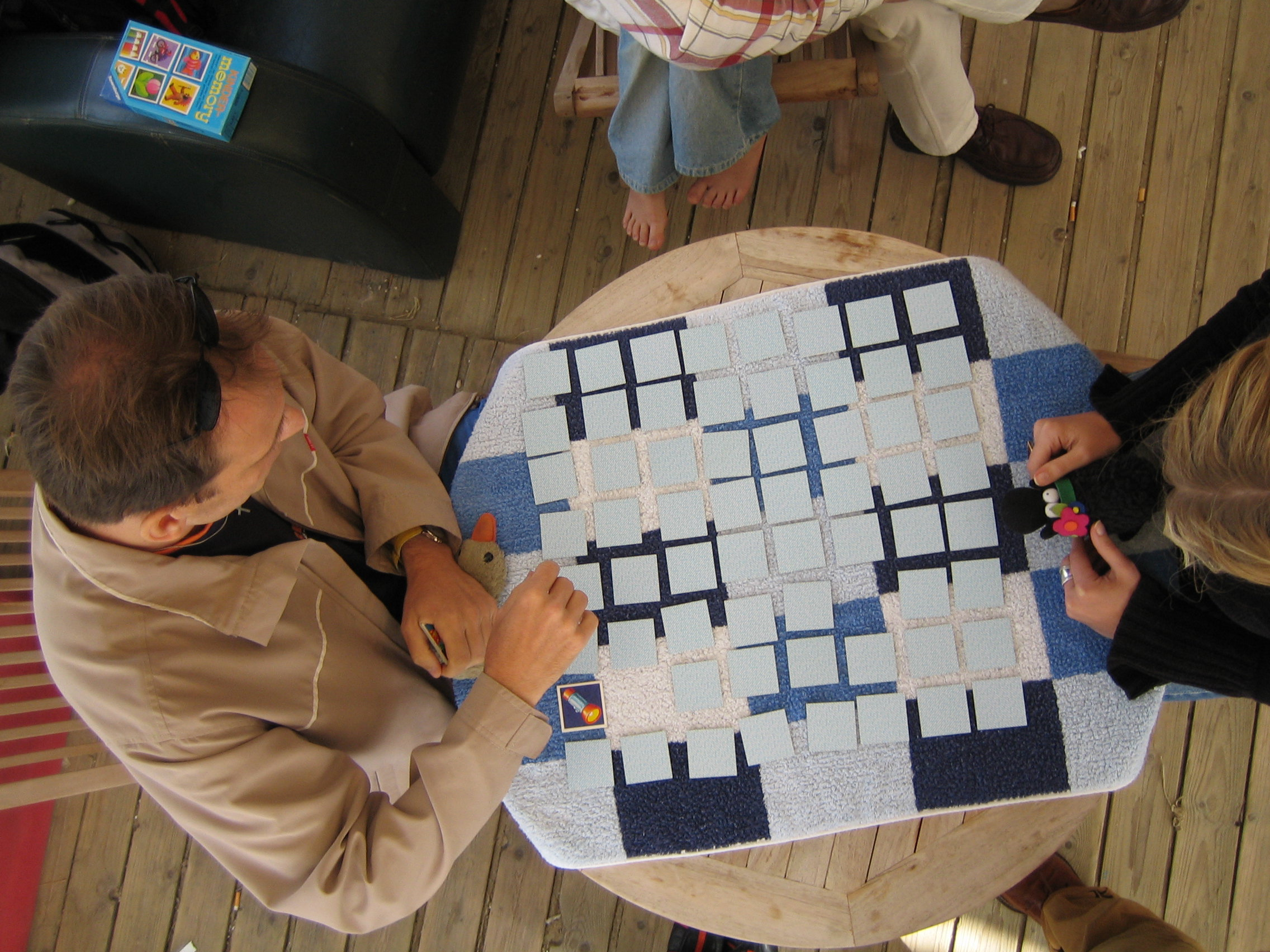
Exercice de mémorisation.

En psychologie, la mémorisation est le processus par lequel un être vivant enregistre des informations et des connaissances dans sa mémoire. 
Ce processus peut être conscient, facilité par la mnémotechnique ou d'autres méthodes, ou bien réalisé inconsciemment, par exemple lors du sommeil.